# The Planets Are Blasted
The Planets Are Blasted è il secondo album in studio long playing del gruppo Boston Spaceships; venne pubblicato negli Stati Uniti d'America nel 2009 sia in vinile che in CD dalla Guided By Voices Inc..

## Tracce
Tutti i brani sono scritti da Robert Pollard.
Lato A
1. Canned Food Demons - 2.08
2. Dorothy's A Planet - 2.21
3. Tattoo Mission - 2.44
4. Keep Me Down - 2.40
5. Big 'O' Gets An Earful - 3.14
6. Catherine From Mid-October - 1.44
7. Headache Revolution - 2.22

Lato B
1. Sylph - 2.37
2. UFO Love Letters - 2.40
3. Lake Of Fire - 1.56
4. Queen Of Stormy Weather - 1.53
5. The Town That's After Me - 1.17
6. Sight On Sight - 4.06
7. Heavy Crown - 2.40

## Musicisti
- Robert Pollard - voce
- John Moen - batteria e percussioni
- Chris Slusarenko - chitarra, basso e tastiere